# کوتاشتین پارخومنکو
کوتاشتین پارخومنکو (روسی: Константин Андреевич Пархоменко؛ زادهٔ ۲۵ مهٔ ۱۹۹۱) بازیکن فوتبال اهل اوکراین است.
از باشگاه‌هایی که در آن بازی کرده‌است می‌توان به باشگاه فوتبال استال کامیانسکه اشاره کرد.